# Водне поло на літніх Олімпійських іграх 1956
Змагання з водного поло на літніх Олімпійських іграх 1956 в Мельбурні тривали з 28 листопада до 7 грудня в Мельбурнському центрі спорту і розваг. 10 чоловічих збірних розіграли 1 комплект нагород.
У попередньому раунді збірні поділили на три групи: 4, 3, 3. Два перші місця з кожної групи сформували чемпіонську групу для визначення місць з 1-го по 6-те. Решта збірних сформували втішну групу для визначення місць з 7-го по 10-те.

## Медалісти
| Золото | Срібло | Бронза |
| Угорщина (HUN) Антал Больварі Отто Борош Дєже Дярматі Іштван Хевеші Ласло Єней Тівадар Каніжа Дєрдь Карпаті Кальман Марковіц Міклош Мартін Міхай Маєр Іштван Сівош Ервін Задор | Югославія (YUG) Іво Ципци Томислав Франькович Владимир Івкович Здравко Єжич Хрвоє Качич Здравко-Чиро Ковачич Ловро Радоньїч Маріян Жужей | СРСР (URS) Віктор Агеєв Петро Бреус Борис Гойхман Нодар Гвахарія В'ячеслав Курінний Борис Маркаров Петро Мшвенієрадзе Валентин Пркопов Михайло Рижак Юрій Шляпін |

## Попередній раунд
Попередній раунд проводився в трьох групах за коловою системою в одне коло.

### Група A
| Збірна    | М | В | П | Н | МЗ | МП | О |
| Югославія | 3 | 3 | 0 | 0 | 15 | 5  | 6 |
| СРСР      | 3 | 2 | 1 | 0 | 9  | 6  | 4 |
| Румунія   | 3 | 1 | 2 | 0 | 9  | 9  | 2 |
| Австралія | 3 | 0 | 3 | 0 | 3  | 16 | 0 |

### Група B
| Збірна          | М | В | П | Н | МЗ | МП | О |
| Угорщина        | 2 | 2 | 0 | 0 | 12 | 3  | 4 |
| США             | 2 | 1 | 1 | 0 | 7  | 9  | 2 |
| Велика Британія | 2 | 0 | 2 | 0 | 4  | 11 | 0 |

### Група C
| Збірна   | М | В | П | Н | МЗ | МП | О |
| Італія   | 2 | 2 | 0 | 0 | 11 | 3  | 4 |
| ФРН      | 2 | 1 | 1 | 0 | 7  | 5  | 2 |
| Сінгапур | 2 | 0 | 2 | 0 | 2  | 12 | 0 |

## Фінальний раунд
По дві найкращі команди з кожної групи попереднього раунду вийшли в фінальний, в якому вони грали кожен з чотирма іншими командами, з якими вони раніше не стикалися. Результати попереднього раунду гри проти команди з своєї групи перенеслись у фінал.
Команди, які не потрапили до фінального раунду грали у втішному турнірі.
Найвідомішим став матч півфінального туру між збірними Угорщини та Союз Радянських Соціалістичних Республік. Багато угорських спортсменів, що поїхали на Ігри, через події угорської революції, яка була придушена радянськими військами, вирішили не повертатися на батьківщину і вважали, що їх єдиним засобом боротьби є перемога у басейні.
Матч між Угорщиною та Радянським Союзом проходив в жорстокій боротьбі. Угорці виграли золоту медаль, перемігши Югославію 2-1 у фіналі. Після цього половина угорської делегації залишилась в Австралії після Олімпійських Ігор.
| М | Збірна    | І | В | П | Н | МЗ | МП | О  |
| 1 | Угорщина  | 5 | 5 | 0 | 0 | 20 | 3  | 10 |
| 2 | Югославія | 5 | 3 | 1 | 1 | 13 | 8  | 7  |
| 3 | СРСР      | 5 | 3 | 2 | 0 | 14 | 14 | 6  |
| 4 | Італія    | 5 | 2 | 3 | 0 | 10 | 13 | 4  |
| 5 | США       | 5 | 1 | 4 | 0 | 10 | 20 | 2  |
| 6 | ФРН       | 5 | 0 | 4 | 1 | 11 | 20 | 1  |